# خواكين باكلي
خواكين يوكونري باكلي (بالإنجليزية: Joaquin Yuconri Buckley؛ مواليد 27 أبريل 1994) هو مقاتل فنون قتالية مختلطة يُنافس حاليًا في وزن الوسط في يو إف سي. وهو مُنافس محترف منذ عام 2014، كما نافس سابقًا لصالح بيلاتور وبطولة القتال التراثية. اعتبارًا من 8 أكتوبر 2024، يحتل المركز التاسع في تصنيفات يو إف سي لوزن الوسط.

## الخلفية
وُلِد باكلي ونشأ في سانت لويس بولاية ميزوري. عاش باكلي ووالدته في منزل جدته طوال معظم شبابه. توفيت والدة باكلي بسبب مرض في القلب عندما كان في الصف السادس. بدأ المصارعة في مدرسة ماركيت الثانوية، حيث أصبح مهتمًا بفنون القتال المختلطة، وبدأ في النهاية التدريب عليها بعد التخرج.

## مسيرته في فنون القتال المختلطة

### بداية مسيرته
بدأ باكلي مسيرته في عام 2014، وقام بتحقيق رصيد قدره 10–2 في القتال لصالح شامروك إف سي، وبيلاتور، وبطولة القتال التراثية. خلال تلك الفترة، واجه بشكل خاص لوجان ستورلي في 13 أبريل 2018، في حدث بيلاتور 197. وخسر النزال بقرار القضاة بالإجماع. بعد فوزين متتاليين بالضربة الفنية القاضية في إل إف إيه، تم توقيع باكلي من قِبل يو إف سي.

### يو إف سي
خاض باكلي أول مباراة له في يو إف سي ضد كيفن هولاند في 8 أغسطس 2020، في حدث يو إف سي ليلة القتال 174، بعد أسبوع واحد فقط من فوزه في إل إف إيه. خسر القتال بالضربة الفنية القاضية في الجولة الثالثة.
كان من المتوقع أن يُقام نزال بالوزن المتوسط بين أبو زعيتر وخواكين باكلي في 11 أكتوبر 2020، في حدث يو إف سي ليلة القتال: مورايس ضد ساندهاغن.  ومع ذلك، انسحب زعيتر في 26 سبتمبر لأسباب غير معلنة وتم استبداله بإمبا كاسانجاناي. فاز باكلي بالنزال عن طريق الضربة القاضية في الجولة الثانية، بعد أن نجح في تسديد ركلة خلفية دوارة. في هذه الضربة القاضية، لم يحصل باكلي على مكافأة أداء الليلة فحسب، بل انتشر مقطع فيديو فوزه بالضربة القاضية على الإنترنت. كانت تغريدة يو إف سي التي تحتوي على الفيديو هي الأكثر إعجابًا (359،000) والأكثر إعادة تغريد (143،000) والأكثر مشاهدة (12.8 مليون) في تاريخ يو إف سي. أصبحت الضربة القاضية هي فيديو يو إف سي الأكثر مشاهدة على الإطلاق على إنستغرام بأكثر من 17.8 مليون مشاهدة. عبر ثلاث تغريدات وثلاث منشورات على إنستغرام وأربع منشورات على فيسبوك ومقطع فيديو على تيك توك، حقق مقطع فيديو الضربة القاضية لباكلي أكثر من 65 مليون مشاهدة و83 مليون ظهور ليو إف سي. حتى أن مغني الراب كانييه ويست استخدم لقطات الضربة القاضية للترويج لإصدار أغنية جديدة.
كان من المقرر أن يواجه باكلي إيان ماتشادو غاري في 14 ديسمبر 2024، في حدث يو إف سي على إي إس بي إن 63. ومع ذلك، تم سحب غاري لقتال شوكت رحمانوف في حدث يو إف سي 310 وتم استبداله بالبطل المؤقت السابق كولبي كوفنغتون. فاز باكلي بالقتال عن طريق الضربة الفنية القاضية نتيجة لإيقاف الطبيب بسبب قطع فوق عين كوفنغتون في الجولة الثالثة.

## البطولات والإنجازات
- يو إف سي 
  - أداء الليلة (خمس مرات) ضد إمبا كاسانجاناي، جوردان رايت، ألبرت دورايف، أنتونيو أرويو، وستيفن تومسون[14][19][20][21][22]
  - أفضل أداء في العام 2020 حسب اختيار رئيس يو إف سي ضد إمبا كاسانجاناي[23]
  - يو إف سي.كوم & والتشريفات أفضل ضربة قاضية في العام 2020 ضد إمبا كاسانجاناي[24][25]
- إم إم إيه جونكي
  - أفضل ضربة قاضية لشهر أكتوبر 2020 ضد إمبا كاسانجاناي[26]
  - أفضل ضربة قاضية في العام 2020 ضد إمبا كاسانجاناي[27]
- إم إم إيه فايتينغ،[28] بليتشر ريبورت،[29] إم إم إيه مانيا ،[30] كومبات بريس.كوم،[31] كايج سايد بريس،[32] بي تي سبورت،[33] شيردوغ،[34] إم إم إيه ويكلي[35]
  - أفضل ضربة قاضية في العام 2020 ضد إمبا كاسانجاناي
- جوائز فنون القتال المختلطة العالمية
  - أفضل ضربة قاضية في العام 2021 ضد إمبا كاسانجاناي في يو إف سي ليلة القتال: مورايس ضد ساندهاغن[36]^

^انتهت فترة التصويت لجوائز 2021 من يوليو 2020 إلى يوليو 2021 بسبب جائحة فيروس كورونا.

## سجل فنون القتال المختلطة
| السجل المهني |        |         |
| 27 نزال      | 21 فوز | 6 خسارة |
| ضربة قاضية   | 15     | 4       |
| قرار القضاة  | 6      | 2       |

| النتيجة | السجل | الخصم             | الطريقة                        | الحدث                                         | التاريخ        | الجولة | الوقت | المكان                                        | الملاحظات                       |
| ------- | ----- | ----------------- | ------------------------------ | --------------------------------------------- | -------------- | ------ | ----- | --------------------------------------------- | ------------------------------- |
| فاز     | 21–6  | كولبي كوفنغتون    | ضربة فنية قاضية (إيقاف الطبيب) | يو إف سي على إي إس بي إن: كوفنغتون ضد باكلي   | 14 ديسمبر 2024 | 3      | 4:42  | تامبا، فلوريدا، الولايات المتحدة              |                                 |
| فاز     | 20–6  | ستيفن تومسون      | ضربة قاضية (بلكمة)             | يو إف سي 307                                  | 5 أكتوبر 2024  | 3      | 2:17  | سولت ليك سيتي، يوتا، الولايات المتحدة         | أداء الليلة.                    |
| فاز     | 19–6  | نورسلطون روزيبويف | قرار القضاة (بالإجماع)         | يو إف سي على إي إس بي إن: لويس ضد ناسيمينتو   | 11 مايو 2024   | 3      | 5:00  | سانت لويس، ميزوري، الولايات المتحدة           |                                 |
| فاز     | 18–6  | فنسنت لوك         | ضربة فنية قاضية (باللكمات)     | يو إف سي على إي إس بي إن: بلانشفيلد ضد فيوروت | 30 مارس 2024   | 2      | 3:17  | أتلانتيك سيتي، نيو جيرسي، الولايات المتحدة    |                                 |
| فاز     | 17–6  | أليكس مورونو      | قرار القضاة (بالإجماع)         | يو إف سي ليلة القتال: داوسون ضد غرين          | 7 أكتوبر 2023  | 3      | 5:00  | لاس فيغاس، نيفادا، الولايات المتحدة           |                                 |
| فاز     | 16–6  | أندريه فيالهو     | ضربة فنية قاضية (ركلة رأس)     | يو إف سي ليلة القتال: ديرن ضد هيل             | 20 مايو 2023   | 2      | 4:15  | لاس فيغاس، نيفادا، الولايات المتحدة           | العودة لوزن الوسط.              |
| خسر     | 15–6  | كريس كيرتس        | ضربة قاضية (باللكمات)          | يو إف سي 282                                  | 10 ديسمبر 2022 | 2      | 2:49  | لاس فيغاس، نيفادا، الولايات المتحدة           |                                 |
| خسر     | 15–5  | نصر الدين إيمافوف | قرار القضاة (بالإجماع)         | يو إف سي ليلة القتال: غان ضد تويفاسا          | 3 سبتمبر 2022  | 3      | 5:00  | باريس، فرنسا                                  |                                 |
| فاز     | 15–4  | ألبرت دورايف      | ضربة فنية قاضية (إيقاف الطبيب) | يو إف سي على إي إس بي إن: كتار ضد إيميت       | 18 يونيو 2022  | 2      | 5:00  | أوستن، تكساس، الولايات المتحدة                | أداء الليلة.                    |
| فاز     | 14–4  | عبد الرزاق الحسن  | قرار القضاة (بالانقسام)        | يو إف سي ليلة القتال: ووكر ضد هيل             | 19 فبراير 2022 | 3      | 5:00  | لاس فيغاس، نيفادا، الولايات المتحدة           |                                 |
| فاز     | 13–4  | أنتونيو أرويو     | ضربة قاضية (باللكمات)          | يو إف سي ليلة القتال: سميث ضد سبان            | 18 سبتمبر 2021 | 3      | 2:26  | لاس فيغاس، نيفادا، الولايات المتحدة           | أداء الليلة.                    |
| خسر     | 12–4  | أليسيو دي شيريكو  | ضربة قاضية (ركلة رأس)          | يو إف سي على إيه بي سي: هولواي ضد كتار        | 16 يناير 2021  | 1      | 2:12  | أبو ظبي، الإمارات العربية المتحدة             |                                 |
| فاز     | 12–3  | جوردان رايت       | ضربة قاضية (باللكمات)          | يو إف سي 255                                  | 21 نوفمبر 2020 | 2      | 0:18  | لاس فيغاس، نيفادا، الولايات المتحدة           | أداء الليلة.                    |
| فاز     | 11–3  | إمبا كاسانجاناي   | ضربة قاضية (ركلة خلفية دوارة)  | يو إف سي ليلة القتال: مورايس ضد ساندهاغن      | 11 أكتوبر 2020 | 2      | 2:03  | أبو ظبي، الإمارات العربية المتحدة             | أداء الليلة.                    |
| خسر     | 10–3  | كيفن هولاند       | ضربة فنية قاضية (بلكمة)        | يو إف سي ليلة القتال: لويس ضد أولينيك         | 8 أغسطس 2020   | 3      | 0:32  | لاس فيغاس، نيفادا، الولايات المتحدة           |                                 |
| فاز     | 10–2  | جاكي جوش          | ضربة فنية قاضية (باللكمات)     | إل إف إيه 87                                  | 31 يوليو 2020  | 2      | 1:47  | سيوكس فولز، داكوتا الجنوبية، الولايات المتحدة |                                 |
| فاز     | 9–2   | كريس هاريس        | ضربة فنية قاضية (باللكمات)     | إل إف إيه 76                                  | 13 سبتمبر 2019 | 1      | 1:08  | بارك سيتي، كانساس، الولايات المتحدة           | الظهور الأول في الوزن المتوسط.  |
| خسر     | 8–2   | لوغان ستورلي      | قرار القضاة (بالإجماع)         | بيلاتور 197                                   | 13 أبريل 2018  | 3      | 5:00  | سانت تشارلز، ميزوري، الولايات المتحدة         |                                 |
| فاز     | 8–1   | فينيسيوس دي جيسوس | قرار القضاة (بالانقسام)        | بيلاتور 185                                   | 20 أكتوبر 2017 | 3      | 5:00  | أونكاسفيل، كونيتيكت، الولايات المتحدة         |                                 |
| فاز     | 7–1   | جوستين باترسون    | قرار القضاة (بالإجماع)         | بيلاتور 175                                   | 31 مارس 2017   | 3      | 5:00  | روسمونت، إلينوي، الولايات المتحدة             |                                 |
| خسر     | 6–1   | جاكي جوش          | ضربة فنية قاضية (باللكمات)     | بيلاتور 164                                   | 10 نوفمبر 2016 | 1      | 2:44  | تل أبيب، إسرائيل                              |                                 |
| فاز     | 6–0   | كريس هيذرلي       | ضربة قاضية (بالركبة)           | بيلاتور 157: ديناميت 2                        | 24 يونيو 2016  | 2      | 4:14  | سانت لويس، ميزوري، الولايات المتحدة           | نزال في وزن غير محدد (180 رطل). |
| فاز     | 5–0   | كايل كورتز        | ضربة فنية قاضية (خضوع للكمات)  | شامروك إف سي: وقود                            | 11 سبتمبر 2015 | 1      | 4:34  | سانت لويس، ميزوري، الولايات المتحدة           |                                 |
| فاز     | 4–0   | ستاسي بيكون       | قرار القضاة (بالإجماع)         | شامروك إف سي: الإطاحة                         | 25 يوليو 2015  | 3      | 5:00  | سانت لويس، ميزوري، الولايات المتحدة           |                                 |
| فاز     | 3–0   | كاليل روبنسون     | ضربة فنية قاضية (باللكمات)     | شامروك إف سي: المواجهة                        | 21 مارس 2015   | 3      | 4:01  | سانت لويس، ميزوري، الولايات المتحدة           |                                 |
| فاز     | 2–0   | براينت ويست       | ضربة فنية قاضية (باللكمات)     | شامروك إف سي: ليلة القتال القصوى 2            | 21 فبراير 2015 | 1      | 2:28  | سانت لويس، ميزوري، الولايات المتحدة           |                                 |
| فاز     | 1–0   | ويسلي سوليفان     | ضربة فنية قاضية (باللكمات)     | شامروك إف سي: نيميسيس                         | 13 سبتمبر 2014 | 1      | 3:46  | سانت لويس، ميزوري، الولايات المتحدة           |                                 |

## وصلات خارجية
- خواكين باكلي على موقع يو إف سي (الإنجليزية)
- خواكين باكلي على موقع بيلاتور (الإنجليزية)
- خواكين باكلي على موقع شيردوغ (الإنجليزية)
- خواكين باكلي على موقع Tapology.com (الإنجليزية)
- خواكين باكلي على موقع فايت ماتريكس (الإنجليزية)
- خواكين باكلي على موقع إي إس بي إن (الإنجليزية)
- خواكين باكلي على موقع يو إف سي (الإنجليزية)
- خواكين باكلي على موقع بيلاتور (الإنجليزية)
- خواكين باكلي على موقع شيردوغ (الإنجليزية)
- خواكين باكلي على موقع Tapology.com (الإنجليزية)
- خواكين باكلي على موقع فايت ماتريكس (الإنجليزية)
- خواكين باكلي على موقع إي إس بي إن (الإنجليزية)